# Syrrhoites tenellus
Syrrhoites tenellus är en kräftdjursart som beskrevs av K. H. Barnard 1926. Syrrhoites tenellus ingår i släktet Syrrhoites och familjen Synopiidae. Inga underarter finns listade i Catalogue of Life.